# George Martin
Pour les articles homonymes, voir Martin et George Martin (homonymie).
Ne doit pas être confondu avec Georges Martin.
George Henry Martin, né le 3 janvier 1926 à Londres et mort le 8 mars 2016 à Swindon (Wiltshire), est un musicien et producteur britannique.
Au cours de sa longue carrière, il est surtout, de 1962 à 1970, le producteur des Beatles. En juin 1962, il engage le groupe sur le label Parlophone, division d'EMI dont il a la responsabilité, après que ces jeunes musiciens de Liverpool ont été refusés par plusieurs compagnies discographiques prestigieuses. À partir de là, et jusqu'à la fin de la carrière du groupe, il les accompagne de façon décisive vers les sommets et supervise presque tous leurs enregistrements. Son apport dans les compositions et les arrangements de leurs chansons, ainsi que ses fréquentes apparitions aux claviers, est tel qu'on le surnommera « le cinquième Beatle ». Avec eux, il totalise 30 titres no 1 des hit-parades au Royaume-Uni et 23 aux États-Unis. George Martin est généralement considéré comme l'homme qui a pleinement défini les contours du travail d'un producteur moderne.
Il compose également des musiques de film (dont celles des films des Beatles A Hard Day's Night et Yellow Submarine), et il continue à superviser les albums des Beatles publiés au cours des quatre décennies suivant leur séparation.
Il est élevé au rang de commandeur de l'ordre de l'Empire britannique (CBE) en 1988 et à celui de Knight Bachelor, lui conférant le titre de « Sir », en 1996 par la reine Élisabeth II.

## Biographie

### Jeunesse et études
Son père, qui est charpentier, perd son travail lors de la Grande Dépression et la famille Martin vit dans la pauvreté. Autodidacte depuis l'âge de six ans, il apprend à jouer du Rachmaninov au piano en écoutant des enregistrements. En 1937, il obtient une bourse et étudie au collège jésuite St Ignatius (en) de Londres. Lors de la Seconde Guerre mondiale, la famille fuit les bombardements et s'installe à Bromley. C'est là que sa passion pour la musique prend toute son ampleur. En 1943, il s'engage dans l'aéronavale britannique, la Fleet Air Arm, pour devenir observateur mais la guerre se termine avant qu'il ne soit envoyé sur le terrain.
En 1947, à 21 ans, il étudie à la Guildhall School of Music and Drama. Diplôme en poche, il joue du hautbois professionnellement, et se tourne finalement vers l'industrie du disque. Il rejoint le service de musique classique de la BBC et passe à EMI en 1950, en tant qu’assistant d’Oscar Preuss, patron du label Parlophone, dont il prend la direction après le départ de celui-ci. Il passe ses premières années chez Parlophone à enregistrer de la musique classique et baroque, des spectacles à succès, et des œuvres régionales provenant des îles Britanniques. Il produit des disques de comédiens comme Peter Sellers, Rolf Harris et Shirley Abicair (en). Il compose la musique pour plusieurs disques des artistes de son label sous les noms de plume Lezlo Anales, John Chisholm et surtout Graham Fisher.
Quelques-unes de ses productions, avec le groupe The Vipers Skiffle Group (en) et les chanteurs Jim Dale et Johnny Dankworth, ont atteint les charts britanniques. Deux de ses productions sont entrées dans le top dix américain durant la semaine du 13 janvier 1961 : Portrait of My Love (en) de Matt Monro et Goodness Gracious Me (en) de Peter Sellers et Sophia Loren. You're Driving Me Crazy (en) des Temperance Seven (en) a aussi atteint ce palmarès. Il ajoute le rock 'n' roll au répertoire de Parlophone et cherche un groupe qui ferait des succès.

### Débuts avec les Beatles
Brian Epstein, le manager des Beatles, présente My Bonnie, un 45 tours du groupe, à plusieurs labels britanniques, mais tous le rejettent, y compris EMI. Epstein prend tout de même rendez-vous avec George Martin pour lui faire écouter cette fois quelques enregistrements tirés de l'audition infructueuse pour Decca. À son tour, Martin refuse le groupe. Entre-temps, Sid Coleman, directeur général de l'éditeur musical Ardmore & Beechwood, associé à EMI, est intéressé par les chansons du duo Lennon/McCartney et convainc Len Wood, directeur d'EMI, de faire signer le groupe. George Martin est alors contraint de les produire. Les Beatles, ayant signé un contrat pour l'enregistrement de six chansons, effectuent un test d'artiste en studio le 6 juin 1962, mais Martin trouve qu'« ils sont assez horribles ». Il juge que leur batteur d’alors, Pete Best, n’a pas le niveau pour les enregistrements. John Lennon, Paul McCartney et George Harrison sautent sur l'occasion pour recruter leur ami Richard Starkey, alias Ringo Starr, le batteur de Rory Storm and The Hurricanes. Lors de l’enregistrement du premier 45 tours des Beatles, Love Me Do, le 4 septembre 1962, George Martin n'est pas satisfait du nouveau venu et fait appel au batteur de studio Andy White pour reprendre le titre une semaine plus tard. C'est l'une des rares fois où l'on n'entend pas Ringo sur une chanson des Beatles. Les trois enregistrements de cette chanson sont disponibles : avec Pete Best lors de la première séance, sur Anthology 1 ; avec Ringo Starr à la batterie pour le single britannique, sur Past Masters ; et avec Andy White, sur l'album Please Please Me.
Ainsi commence une collaboration féconde de sept ans, durant laquelle George Martin, qui sait lire et écrire la musique, estompe la différence entre le talent brut des Beatles et le son qu’ils cherchent à obtenir, allant de plus en plus loin dans les innovations. La contribution de George Martin s'entend nettement au premier succès du groupe, la chanson Please Please Me : les Beatles lui présentent une première fois le titre le 11 septembre 1962 (le même jour où Love Me Do avec le batteur Andy White est achevé) ; Martin remarque que cette composition de John Lennon, inspirée par Roy Orbison, ne « fonctionne pas », notamment parce qu'elle est jouée sur un tempo trop lent ; les quatre musiciens reviennent en novembre 1962 avec la composition comprenant des harmonies vocales, un harmonica joué par Lennon, et un tempo deux fois plus rapide. « Les gars, vous tenez votre premier no 1 ! » lâche le producteur à la fin de l'enregistrement.
Le George Martin Orchestra publie quelques disques avec des versions easy listening des chansons des Beatles : Off the Beatle Track (en) (1964), Help! (en) (1965) et The Beatle Girls (en) (1966). Le disque Dansez Beatles avec George Martin et son orchestre (OSX 227) paraît fin novembre 1964 en France. Sur la version américaine du disque A Hard Day's Night sont ajoutées les versions instrumentales des morceaux I Should Have Known Better, And I Love Her, Ringo's Theme (This Boy) et la chanson titre qui ont été arrangées et produites par Martin pour la trame sonore d'une version filmique. Ces orchestrations figurent sur un album paru aux États-Unis (By Popular Demand, A Hard Day's Night, Instrumental Versions of the Motion Picture Score) et en 45 tours au Royaume-Uni et ailleurs,,. À la suite de frictions avec le réalisateur Richard Lester, les morceaux instrumentaux du second film figurant sur l'album américain Help! sont de Ken Thorne mais Martin édite quand même un album de ses propres reprises des chansons. En 1968, il compose et enregistre la musique du film d'animation Yellow Submarine et ces sept instrumentaux sont publiés sur la face B de la bande originale du film.
En 1965, Martin quitte EMI et fonde sa société de production, Associated Independent Recording (AIR), mais continue la production d'enregistrements pour Parlophone.

### «Le cinquième Beatle»

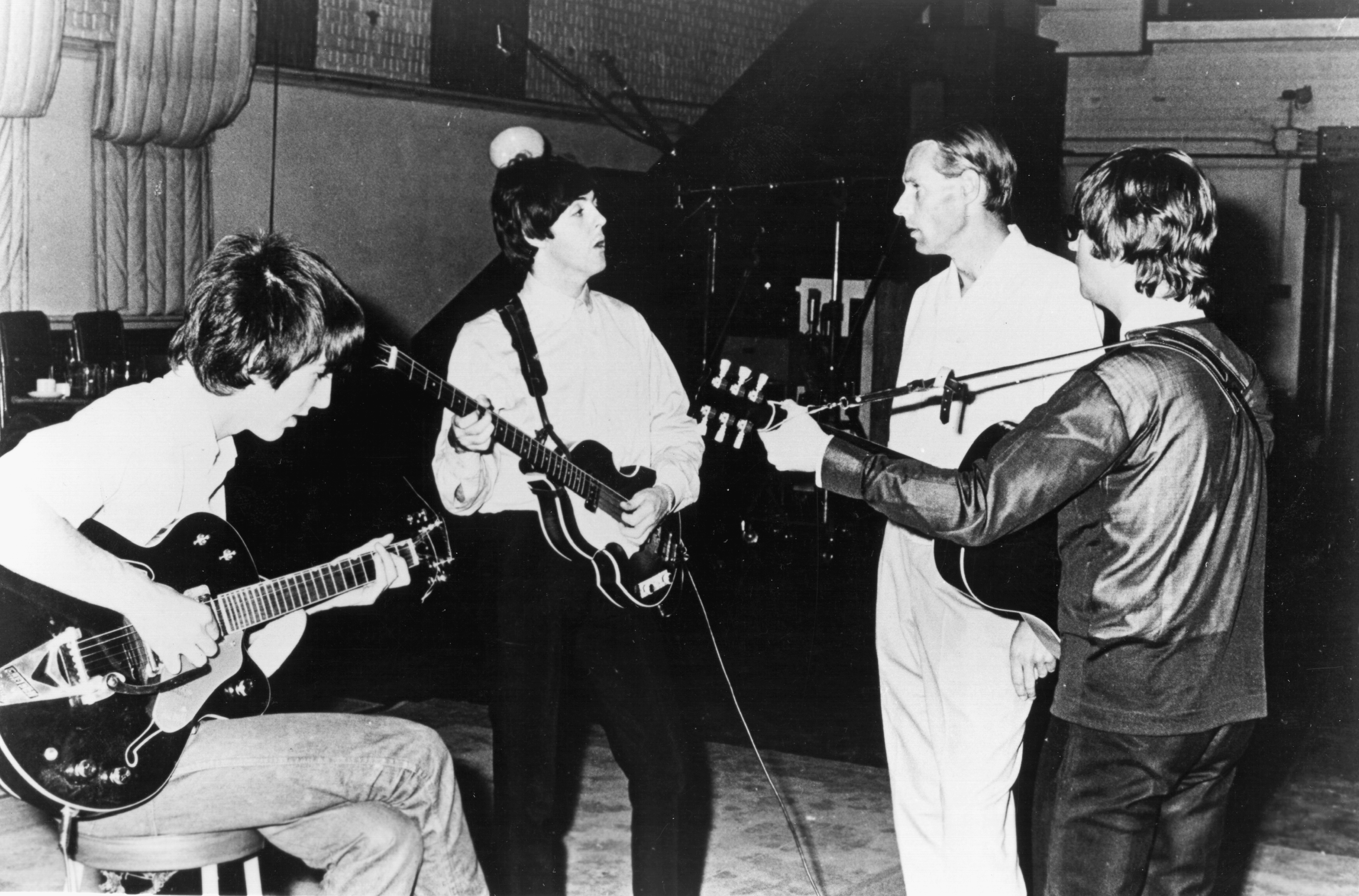
George Martin avec trois des Beatles (George Harrison, Paul McCartney et John Lennon) en studio (1966).

La plupart des arrangements orchestraux et instrumentaux (ainsi que de fréquentes parties de clavier) sont réalisés ou joués par Martin en collaboration avec le groupe qui innove constamment.
Le travail de Martin apparaît notamment sur Yesterday : il a l'idée d'un quatuor à cordes qui accompagne la guitare acoustique et la voix de Paul McCartney. Sur Eleanor Rigby, la guitare est laissée de côté, et il écrit et dirige les cordes pour accompagner McCartney. Sur le titre Penny Lane, il retranscrit sur partition la mélodie du solo de trompette piccolo que Paul McCartney lui fredonne, et le fait jouer par le trompettiste classique David Mason. Sur Strawberry Fields Forever, Martin fond deux prises différentes en un master au moyen du vari-speed. Pour I Am the Walrus, il compose l'arrangement de cuivres, violon et violoncelles qui complète efficacement les images surréalistes du texte de John Lennon. Il joue un solo au piano, qu'il accélère, ce qui lui confère un son de clavecin sur In My Life, sans oublier le bric-à-brac musical de la fin de All You Need Is Love. Il accompagne Paul McCartney dans la direction musicale de l'orchestre choisi pour la « montée » orchestrale de A Day in the Life. McCartney, sensible aux courants avant-gardistes de l'univers classique des sixties, souhaite une montée aléatoire des instruments de l'orchestre ; il est appuyé par Martin, et l'orchestre pourtant classique accède à cette demande. On doit à George Martin, entre autres, le solo de piano sur Lovely Rita, les bruitages en tout genre de musique de cirque de Being for the Benefit of Mr. Kite!, l’orchestration de Good Night. 
Le groupe s'affranchit quelque peu de son producteur lors des séances de l'« Album blanc » et de  Let It Be mais demande à George Martin de reprendre les rênes pour Abbey Road. Il est à l’origine, avec McCartney, du « medley », cette longue suite de fragments de chansons enchaînés sur la face B de cet album, leur ultime enregistrement, au cours de l’été 1969. Alors que George Martin, secondé par Glyn Johns, était présent lors de l'enregistrement de Let It Be en début d'année, pour la première et seule fois il n'est pas crédité comme producteur. Enregistré avant Abbey Road, le groupe veut un son live, sans effets de production, mais le projet avorte. À sa grande surprise, une postproduction contenant de nombreux overdubs est réalisée par Phil Spector tandis que les arrangements sont écrits par Richard Anthony Hewson, qui se charge aussi de diriger l'orchestre. Le disque est lancé peu après l'annonce de la séparation des Beatles.

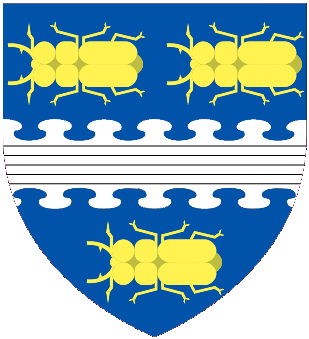
L'écu de George Martin.

Anobli en 1996 — trois scarabées figurent sur ses armes, avec la devise Amore Solum Opus Est (All You Need Is Love en latin) —, George Martin consacre l'essentiel de sa carrière aux Beatles. Après la séparation du groupe, il produit les compilations « rouge » et « bleue » et le disque The Beatles at the Hollywood Bowl dans les années 1970, les enregistrements Live at the BBC en 1994, les trois volumes Anthology au cours des années 1990, et, avec son fils Giles, l’album Love, patchwork sonore publié le 20 novembre 2006, conçu pour le spectacle donné par le Cirque du Soleil à Las Vegas. On y retrouve la version acoustique de While My Guitar Gently Weeps où Martin compose et dirige pour l'occasion une partition pour cordes sur la maquette de George Harrison. En 1998, Martin avait déjà fait de même, à la demande de Yoko Ono, avec la maquette de la chanson Grow Old With Me (en) de son époux pour la collection John Lennon Anthology.

### Production avec d'autres artistes
Outre la production des Beatles, George Martin travaille sur des disques solo des membres du groupe. Il produit Sentimental Journey (1970), le premier disque de Ringo Starr, et collabore avec Paul McCartney sur la trame sonore du film The Family Way (1967), ainsi que sur les disques Tug of War (1982), Pipes of Peace (1983), Give My Regards to Broad Street (1984) et Flaming Pie (1997). Il est également l'auteur, en 1973, de la musique d'un film de la série des James Bond : Vivre et laisser mourir (Live and Let Die), pour lequel Paul McCartney compose et interprète la chanson du générique.
George Martin collabore aussi avec des artistes tels que Jimmy Webb, Cilla Black, Shirley Bassey, John McLaughlin, Cleo Laine, Jeff Beck, Stan Getz, Céline Dion et Cheap Trick. Il a produit plus de sept cents disques dont plusieurs albums de Gerry and the Pacemakers et America. L'instrumental Magic Carpet, sorti en 45 tours en 1963 par le groupe britannique The Dakotas, est composé et produit par Martin,. Il est l'auteur de la chanson The Game interprétée par Mary Hopkin sur son album Post Card (en) sorti en 1969. Après que l'ouragan Hugo a dévasté l'île de Montserrat en 1989, il initie la création de l'album After the Hurricane - Songs for Montserrat qui comprend des chansons de différents artistes dont les Rolling Stones qui lui offrent la face B Fancy Man Blues[réf. nécessaire]. Il récidivera en 1997 avec Music for Montserrat, un concert avec plusieurs artistes donné au Royal Albert Hall de Londres, afin de recueillir des fonds, cette fois, à la suite de l'éruption du volcan de la Soufrière.
En 1994, il produit, assisté pour la première fois de son fils Giles, le disque The Glory of Gershwin de l'harmoniciste Larry Adler, qui met en vedette des chanteurs invités tels Cher, Sting, Elvis Costello, Kate Bush ou Peter Gabriel. Il réalise le 45 tours Candle in the Wind 1997 d'Elton John, en hommage à la princesse Diana, vendu à 33 millions d'exemplaires, qui figure pendant 14 semaines au sommet du palmarès Billboard.
En 1998, il produit In My Life (en), un album sur lequel plusieurs artistes reprennent une chanson des Beatles. De Robin Williams et Bobby McFerrin pour Come Together, à Sean Connery pour le morceau titre, on y trouve aussi Phil Collins pour Golden Slumbers/Carry That Weight/The End, et Jim Carrey sur I Am the Walrus. Ce disque est enregistré entre mai et août 1997, et sort le 20 octobre 1998 sous le label MCA.
Vingt-trois chansons de sa production se hissent à la première place dans les charts de Billboard ; dix-neuf chansons avec les Beatles, plus les chansons Ebony and Ivory de Paul McCartney avec Stevie Wonder, Say Say Say de Paul McCartney encore, cette fois avec Michael Jackson, Sister Golden Hair du groupe America et Candle in the Wind 1997 d'Elton John.
Il reçoit six Grammys, et il est décoré deux fois par la reine Elisabeth : Commander of the Order of the British Empire en 1988 et chevalier en 1996. Il reçoit l'équivalent du prix Ahmet Ertegun du Rock and Roll Hall of Fame en 1999.

### Vie privée et engagements
En 1948, Martin épouse Sheena Chisholm, avec qui il a deux enfants, Alexis et Gregory Paul Martin. Il épouse en secondes noces en 1966 une collègue de Parlophone, Judy Lockhart-Smith, avec qui il a également deux enfants, Lucie et Giles Martin.
Comme son ouïe a été endommagée par les longues heures de travail en studio, il donne de son temps comme vice-président de Deafness Research UK (en), une œuvre caritative basée à Londres.

### Décès
George Martin meurt dans son sommeil le 8 mars 2016 à l'âge de 90 ans,.

## Filmographie
- 1962 : Crooks Anonymous de Ken Annakin - compositeur et chef d'orchestre
- 1963 : Take Me Over de Robert Lynn (en) - compositeur, arrangeur et chef d'orchestre
- 1963 : Calculated Risk (en) de Norman Harrison - compositeur
- 1964 : A Hard Day's Night de Richard Lester (non crédité) - arrangeur (non crédité) et directeur musical
- 1965 : Ferry Cross the Mersey de Jeremy Summers - compositeur et directeur musical
- 1966 : The Family Way de Roy Boulting - directeur musical, superviseur musical et adaptation musicale
- 1968 : Yellow Submarine de George Dunning - compositeur, directeur musical et chef d'orchestre
- 1972 : Retraite mortelle de Mike Hodges - compositeur et chef d'orchestre
- 1973 : Vivre et laisser mourir de Guy Hamilton - compositeur
- 1973 : Les optimistes d'Anthony Simmons - compositeur
- 1978 : Sgt. Pepper's Lonely Hearts Club Band de Michael Schultz - directeur musical, arrangeur et chef d'orchestre
- 1981 : Honky Tonk Freeway de John Schlesinger - compositeur

## Distinctions

### Récompenses
- Grammy Awards 1967[44] : Meilleur album contemporain et album de l'année pour Sgt. Pepper's Lonely Hearts Club Band

- Grammy Awards 1973 : Meilleur arrangement musical d'une chanson pour Vivre et laisser mourir

- Grammy Awards 1993 : Meilleur album de spectacle musical pour The Who's Tommy (en)

- Rock and Roll Hall of Fame 1999[45]

- World Soundtrack Awards 2002 : Prix d'honneur pour l'ensemble de sa carrière

- Grammy Awards 2008 : Meilleur album de compilation pour une trame sonore et meilleur son multicanal issus de l'album Love et du spectacle du Cirque du Soleil partagés avec son fils Giles[46],[n 5].

### Nominations
- Oscars 1965 : Meilleure adaptation musicale pour A Hard Day's Night

- Grammy Awards 1970 : Meilleur album de musique de film pour Yellow Submarine

- Grammy Awards 1974 : Meilleur album de musique de film pour Vivre et laisser mourir

## Publications

### Livres
- 2002 : Playback (Genesis Publications) préface de Paul McCartney et Ringo Starr.
- 2007 : Summer of Love (Genesis Publications)

### Discographie
- 1998 : In My Life (en) - Une collection de chansons des Beatles enregistrées par le George Martin orchestra, interprétées par Robin Williams, Bobby McFerrin, Goldie Hawn, Jeff Beck, Céline Dion, Vanessa-Mae, Jim Carrey, John Williams, Billy Connolly, Phil Collins, Sean Connery, Meninas Cantoras de Petropolis (en) et Bonnie Pink. (MCA)
- 2001 : Produced by George Martin (en) - Une compilation en six CD de chansons produites par Martin (Parlophone)
- 2017 : The Film Scores and Original Orchestral Music of George Martin par l'Ensemble musical de Berlin dirigé par Craig Leon (Atlas Réalisation)[47]

### Vidéographie
- 2011 : Produced by George Martin (Eagle Rock), documentaire de la BBC